# Kajsa Bergqvist
Kajsa Bergqvist - (n. en Sollentuna, Suecia el 12 de octubre de 1976) Atleta sueca, campeona del mundo de salto de altura en Helsinki 2005. Además es la plusmarquista mundial indoor con 2,08 m. conseguidos en 2006. Su mejor marca al aire libre es 2,06 m. conseguidos en 2003 que es récord de su país.
Kajsa Bergqvist nació y se crio en Sollentuna, una localidad próxima a Estocolmo. Su madre se llama Elsa, su padre Gunnar y tiene un hermano mayor llamado Anders. Desde muy niña Kajsa se mostró interesada por los deportes, y además tenía un físico muy atlético. Practicó deportes como el fútbol, voleibol, bádminton o natación.
Su primer contacto con el atletismo fue a los diez años, cuando su hermano Anders la convenció para participar en una carrera que se celebraba en una localidad cercana. A partir de ahí Kajsa se interesó cada vez más por el atletismo, sin embargo ella entrenaba en diferentes pruebas sin decidirse por ninguna, participando en las pruebas combinadas como el heptatlón. Esto cambió cuando tenía 15 años y llegó a su club (el Turebergs FK) un nuevo entrenador, llamado Bengt Jönsson, que enseguida se dio cuenta de las posibilidades de Kajsa en el salto de altura. A partir de ese momento los éxitos le llegarían de forma continua.
Su primer triunfo importante llegó en 1994 al proclamarse Campeona del Mundo Junior, a lo que sumó el título de Europa Junior al año siguiente.
Su definitivo salto a la élite mundial tuvo lugar en 2000, cuando se proclamó Campeona de Europa en pista cubierta, y ya en el verano consiguió la medalla de bronce en los Juegos Olímpicos de Sídney 2000.
En 2001 continuaron los triunfos, siendo Campeona del Mundo en pista cubierta y medalla de bronce en los Campeonatos Mundiales al aire libre celebrados en Edmonton, Canadá
En 2002 consiguió el título de campeona de Europa al aire libre en Múnich, Alemania
En 2003 revalido su oro en los Campeonatos del Mundo de pista cubierta y volvió a ser bronce en los Mundiales al aire libre, esta vez en París.
En 2004 las cosas se complicaron para ella, pues pocos días antes de comenzar los Juegos Olímpicos de Atenas 2004, donde contaba con muchas posibilidades de ganar, sufrió una lesión en el tendón de Aquiles que la mantuvo alejada varios meses de la pistas.
Sin embargo demostró un gran coraje pues cuando muchos la daban casi por acabada, resurgió en este años 2005 para conseguir su victoria más importante hasta la fecha: la medalla de oro en los Mundiales de Helsinki, donde protagonizó un espectacular duelo con la estadounidense Chaunte Howard por la victoria, y al final venció con un salto de 2,02 m.
El 4 de febrero de 2006 ha batido en Arnstadt, Alemania, el récord del mundo indoor, con un salto de 2,08 m, superando en un centímetro el anterior récord de Heike Henkel que databa de 1992.
A principios del año 2008 anuncia su retirada de la competición, debido a las continuas lesiones que sufre y a la falta de motivación para seguir compitiendo.[cita requerida]

## Vida personal
Bergqvist contrajo nupcias con el director Måns Herngren en la víspera de Año Nuevo de 2007. La pareja anunció su divorcio a comienzos de 2011.
En diciembre de 2011, Bergqvist confirmó en una entrevista que está en una relación con una mujer, y declaró: "Tan lesbiana como me siento hoy, tan heterosexual como me sentí cuando estaba junto a Måns. Pero cuando envejezco y miro hacia atrás mi vida, tal vez se pueda pensar que soy bisexual". Este anuncio se produjo después de un período de rumores sobre la vida personal de Bergqvist.